# Казарін Володимир Павлович
Казарін Володимир Павлович (15 серпня 1952, Ашхабад) — радянський і український філолог і пушкінознавець. Доктор філологічних наук, професор. Ректор Таврійського національного університету імені в. І. Вернадського, розташованого в Києві, з 2015 року. Депутат Верховної Ради Автономної Республіки Крим IV та V скликання. Член Національної спілки письменників України.
Під керівництвом Казаріна було захищено 17 кандидатських дисертацій. Заслужений працівник освіти України (2008).

## Біографія
Народився 15 серпня 1952 року в Ашгабаті в сім'ї військовослужбовця. Батько — Павло Федорович Казарін, родом з Волгограда. Військовий. Учасник Другої світової та Корейської війн. Був командиром дивізії морської піхоти у Владивостоці. Мати — уродженка Читинській області. Кравчиня. Дід по батькові — білогвардієць. Бабуся по батьківській лінії проживала в Польщі й була вислана на північ Росії за участь у повстанні 1863—1864 років. Дід по матері — червоноармієць.
Разом з батьком сім'я часто переїжджала. Так, Володимир навчався в школах Москви, Одеси та Феодосії. В одній з московських шкіл навчався разом із майбутнім міністром оборони України Олександром Кузьмуком.
Поступив на філологічний факультет МДУ, однак у підсумку навчався в Далекосхідному державному університеті за спеціальністю «російська мова і література», який закінчив в 1974 році. У 1978 році закінчив аспірантуру Ленінградського державного університету ім. А. Жданова.
У 1978 році почав працювати в Далекосхідному державному університеті, де був асистентом кафедри, в. о. завідувача кафедри, старшим викладачем кафедри російської, радянської та зарубіжної літератури.
У 1979 році — замполіт батальйону плаваючих танків.
З 1981 року по 1985 рік — доцент кафедри російської та зарубіжної літератури, молодший науковий співробітник, старший науковий співробітник, завідувач кафедри російської і зарубіжної літератури Сімферопольського державного університету ім. М. В. Фрунзе. З 1985 року по 1988 рік — звільнений секретар партійного комітету Сімферопольського державного університету. У 1988 році пішов за власним бажанням з партійної діяльності у зв'язку з незгодою з реформами Михайла Горбачова.
З 1988 року був завідувачем кафедри російської і зарубіжної літератури, проректором з гуманітарної освіти, перспективного розвитку та міжнародних зв'язків Сімферопольського державного університету ім. М. В. Фрунзе. З 1988 року — доктор філологічних наук, а з 1989 року — професор. У 1994 році став дійсним членом Кримської академії наук.
З 1996 року по 2016 рік — член Союзу письменників Росії. Був головою Кримського республіканського об'єднання «Міжнаціональна згода» та Генеральним директором Кримського центру гуманітарних досліджень.
У травні 2005 року став проректором Таврійського національного університету ім. В. І. Вернадського.
У 2011 році став завідувачем кафедри російської і зарубіжної літератури Таврійського національного університету.
Після анексії Криму прийняв російське громадянство і продовжив роботу в новоствореному Кримському федеральному університеті. На конференції «Форум 2000» у Празі 15 вересня 2015 року Казарін розкритикував рівень освіти в Криму після 2014 року. Через місяць з'явилася інформація про його звільнення з університету.
19 листопада 2015 року Казарін був призначений ректором Таврійського національного університету в Києві. Перебував на цій посаді до 2021 року. 
У 2020 році був занесений до Реєстру корупціонерів Національного агентства з питань запобігання корупції через невиконання правових вимог. У висновку НАЗК за результатами перевірки декларації було оголошено, що Казарін, який за інформацією Служби безпеки України є громадянином Російської Федерації, у 2020 році отримав незадекларовану пенсію від Пенсійного фонду РФ у розмірі 757 тис. 142 рублів (більше 281 тисяч грн).
У жовтні 2020 Держаудитслужба України повідомила, що Казарін не допустив її представників на територію Таврійського національного університету для проведення ревізії використання бюджетних коштів та державного майна. 
У квітні 2024 року Казаріну оголосили підозру у розтраті 800 тисяч гривень у період 2017-2021 років шляхом створення фіктивних робочих місць і начислення зарплат фахівцям, які насправді не виконували трудову діяльність. Казарін свою провину заперечив і заявив, що у своїй діяльності керувався розпорядженням Кабінету міністрів України. 

## Політична діяльність
З 1991 року по 2015 рік — голова Кримського товариства російської культури. Однією з основних цілей даної організації, за словами Казаріна, було протистояння українізації вищої освіти. Казарін виступав за надання російській мові статусу другої державної в Україні.
Був членом Комуністичної партії України. З 1992 року по 1994 рік — перший секретар Сімферопольського міськкому Союзу комуністів Криму, а з 1994 року по 1999 рік — секретар Кримського комітету Компартії України.
З 2001 року по 2004 рік — заступник Голови Ради міністрів Криму в урядах Сергія Куніцина і Валерія Горбатова.
Був депутатом Верховної Ради Криму IV скликання (2002—2006) від КПУ та V скликання (2006—2010) від Блоку Куніцина. У жовтні 2004 року був виключений з Комуністичної партії за підтримку на виборах президента України Віктора Януковича, а не Петра Симоненка. Пізніше, з 2004 року по 2008 рік був членом Народно-демократичної партії, а з 2008 року по 2009 рік був членом партії «Єдиний центр».
10 липня 2006 року призначений першим заступником голови Севастопольської міської державної адміністрації, яку очолював Сергій Куніцин. У 2009 році за даними тижневика «Коментарі» Казарін увійшов до списку 15 найбільш впливових політиків Севастополя. Під час роботи в Севастополі місцева опозиція і проросійські організації критикували Казаріна за «українізацію» міста. Пізніше, Куніцин був призначений представником президента України в Криму і Казарін став його першим заступником. Працював на цій посаді й після відставки Куніцина під керівництвом Віктора Плакіди. 12 січня 2011 року Казарін був відправлений у відставку.
28 жовтня 2012 року на виборах до Верховної ради України набрав 1 % голосів виборців, посівши одинадцяте місце в одномандатному окрузі.

## Нагороди та звання
- Подяка Держкомітету СРСР з народної освіти (19 грудня 1988) — за активну участь у розвитку університетської освіти
- Почесна грамота Ради міністрів Автономної Республіки Крим (12 січня 2000) — за значний внесок у зміцнення міжнаціональних відносин у Криму та розвиток національної культури
- Заслужений діяч науки і техніки Автономної Республіки Крим (13 серпня 2002)
- Подяка Ради міністрів Автономної Республіки Крим (15 серпня 2002) — за багаторічну сумлінну працю, вагомий внесок у соціально-економічний та культурний розвиток Автономної Республіки Крим, підготовку висококваліфікованих наукових кадрів, велику громадсько-політичну діяльність та у зв'язку з 50-річчям з дня народження
- Пам'ятний нагрудний знак «60 років визволення м. Києва від фашистських загарбників» (17 жовтня 2003)
- Медаль «15 років Збройним силам України» (23 квітня 2007)
- Почесна грамота Кабінету Міністрів України (14 серпня 2007)
- Медаль Пушкіна (31 жовтня 2007) — за великий внесок у поширення, вивчення російської мови, збереження культурної спадщини, зближення і взаємозбагачення культур націй і народностей[31][32]
- Заслужений працівник освіти України (11 червня 2008) — за значні особисті заслуги у соціально-економічному та культурному розвитку міста Севастополя, вагомі трудові досягнення, багаторічну сумлінну працю та з нагоди Дня міста Севастополя[33]

## Особисте життя
Дружина — Серафима. Троє дітей — дві доньки [джерело?] і син Павло Казарін (1984), який є українським журналістом.